# Bauernrechtsliteratur
Die Bauernrechtsliteratur war eine juristische Literaturgattung im Heiligen Römischen Reich deutscher Nation. Sie stellte die Rechtslage und die Spruchpraxis der Gerichte, insbesondere des Reichskammergerichts, in Konflikten der Bauern mit ihren Grund- und Leibherren in der Spätzeit der feudalen Ordnung vom ausgehenden 16. bis zum 19. Jahrhundert dar. Nach den Bauernkriegen (1524 bis 1525) bestand auch bei den Territorialherren das Bedürfnis, dass Konflikte zwischen Grundherren und Bauern ohne Gewalt ausgetragen werden können. Das Gewaltverbot mündete in eine Verrechtlichung der Konflikte, indem die Möglichkeiten verbessert wurden, Untertanenprozesse anzustrengen. Während die bauernfreundliche Literatur von der grundsätzlichen Freiheit des Bauern ausging, betonte die grundherrenfreundliche Literatur dessen prinzipielle Unfreiheit.

## Grundherrenfreundliche Literatur
Stumpf (1534), Lehenmann (1612) und Erhardt (1624) begründen die Einführung von Grund und Leibherrschaft stark vereinfachend mit dem Sieg des Frankenkönigs Chlodwig I. über die Alemannen (500 und 537) und dem Sieg Karls des Großen über die Sachsen (782). Die Unterlegenen seien zu Kriegsgefangenen gemacht, aber nicht getötet worden, sondern man habe ihnen das Leben in Sklaverei geschenkt. Die gesamte deutsche Nation habe ihre Freiheit verloren und daher bestehe die Grundannahme der Unfreiheit des Bauern.
Noch im  18. Jahrhundert halten Melchior Dethmar Grolmann (1734) und Johann Georg Estor (1742) an der Grundannahme der Unfreiheit  fest. Im Zweifel wird demnach vermutet, dass der Bauer der Gerichtsbarkeit seines Gutsherrn unterworfen ist. Es spricht eine Vermutung wider den Bauern, dass er frei von Frondiensten sei. Der Bauer muss deshalb seine Freiheit beweisen.

## Bauernfreundliche Literatur
Die Grundannahme der persönlichen Unfreiheit lehnt Husanus (1530) ab. Grund für die Knechtschaft könne nur der Krieg oder die Sklaverei sein, und deshalb sei die zeitgenössische Form der Dienstbarkeit gemäßigter und weniger hart als die Sklaverei. Die Dienstbarkeit sei allerdings notwendig, um das Gemeinwesen in einem sicheren und stabilen Zustand zu halten.
Im Zweifelsfalle müsse aber zugunsten des Untertanen entschieden werden.
Damit folgt Husanus dem römischen Recht, wonach die persönliche Freiheit der gewöhnliche Rechtszustand des Menschen ist und nur durch besondere Ereignisse und Rechtsgeschäfte verloren werden kann.
Der Mensch könne durch Verträge auf seine Freiheit verzichten und in der Regel seien Einschränkungen der Freiheit vertraglicher Natur: „Unsere Bauern sind nicht in jedem Fall Knechte.“
Erhardt (1624) fordert deshalb eine schonende und vertragsgemäße Ausübung der Fronberechtigungen, weil Frondienste dem natürlichen Freiheitsbedürfnis widersprechen und deswegen verhasst sind.
Ähnliche Grundsätze vertreten Stamm (1625), Mevius (1645), Otto (1681), Potgieser (1707) und Ahasver Fritsch (1673).
Nach Mevius und Fritsch kommt es auf die örtlichen hergebrachten Gewohnheiten an, und deshalb seien die Bauern in Mecklenburg und Vorpommern schollenpflichtig (glebae adscripticii) und nicht abzugsberechtigt, d. h. freizügig.

## Letzte Phase der feudalen Ordnung
Hauschild (1738 und 1771), Klingner (1749–1755) und Bünemann (1750) führen die Lehre von der Grundannahme der persönlichen Freiheit gegen Grolmann (1734), Estor (1742), Reineccius (1747) und Breuning (1767) zum Abschluss.
Hauschild argumentiert anthropologisch, dass der Mensch frei sein müsse, weil er sich selbst durch Arbeit erhalten müsse. Er könne seine natürliche Freiheit nur durch Verträge beschränken. Die Ausweitung der Fronen führe selbst in Sachsen, wo die Bauern nicht leibeigen seien, in 40 bis 50 Jahren zur Leibeigenschaft. Ohne die Nachfrage des Bauernstandes würden keine Handelsgüter und Handwerksprodukte mehr hergestellt werden. Würden die Frondienste zu drückend, käme der gesamte Wirtschaftskreislauf zum Erliegen.
Die „praesumptio pro libertate“, also die Vermutung der persönlichen Freiheit im materiellen und im Prozessrecht sei das beste Mittel gegen die Ausweitung der Fronbelastung. Eine Verringerung der Fronen vermindere nur den Wert der Rittergüter, und dieser Schaden sei gut zu verkraften.
Auch die Restaurationskommission der sächsischen Staatsreform des Jahres 1763 nahm diese Gedanken auf, konnte sich aber gegen den Adel nicht durchsetzen. Ab 1790 begann in Deutschland der Prozess der Grundentlastung oder Feudalablösung, der heute gerne als Bauernbefreiung bezeichnet wird.

## Bauernrechtsliteratur nach Erscheinungsdatum
- Johannes Stumpf: Schwytzer Chronica. Zürich 1554.
- Martin Pegius: De jure emphyteutico, Bawrecht, die man sonst nendt Erbrecht, darin angezeiget wirdt, wie es zwischen dem Grundherrn und dem Bawrechter gehalten werden soll. Ingolstadt 1559.
- Martin Pegius: Von den Dienstbarkeiten stättlicher und bawerischer Gütter. Ingolstadt 1567.
- Renatus Choppinus: De privilegiis rusticorum libri tres. Paris 1575
- Andreas Gail: Practicarum observationum tam ad processum iudiciarum praesertim imperialis camerae, quam causarum decisiones pertinentium libri duo, ed postrema, Köln 1621. zuerst 1578.
- Siculus Flaccus: De rusticorum privilegiis. Köln 1582.
- Johann Friedrich Husanus: Tractatus de hominibus propriis, in quo tum veteris, tum hodiernae servitutis jura breviter et dilucide explicantur. Hamburg 1590.
- Heinrich v. Rosenthal: Tractatus et synopsis totius juris feudalis, 2 Bände. Frankfurt am Main 1597/1600.
- Siculus Flaccus: De rusticorum regimine. Mainz 1601.
- Christoph Lehenmann: Chronika der freyen reichs-statt Speyr. 1612.
- Jonas Eucharius Erhardt: Dissertatio inauguralis de operis rusticorum. Basel 1622.
- Johann Hermann Stamm: Tractatus de servitute personali liber tertius. Frankfurt am Main 1625.
- Kaspar Klock: Tractatus nomico-politicus de contributionibus in romano-germanico imperio. Frankfurt am Main 1634.
- David Mevius: Ein kurtzes Bedencken über die Fragen, so von dem Zustand, Abforderung und verwiederter Abfolge der Bawrsleute, zu welchen jemand Zuspruch zu haben vermeynet, bey jetzigen Zeiten entstehen und vorkommen. Stralsund 1645.
- Johann Franz Balthasar: Dissertatio de operis subditorum. Salzburg 1656.
- Johann Andreas Frommann: Discursus inauguralis in sectioram quaedam puncta de subditorum et maxime rusticorum operis, Von Frohn-Diensten. Tübingen 1671.
- Ahasver Fritsch: Tractatus de jure ac statu pagorum Germaniae. Jena 1673.
- August Benedict Carpzov: Disputatio juridica de praecipuis rusticorum privilegiis. Univ. Diss. Leipzig 1678.
- Gerhard Feltmann: Jus georgicum cum inclusione animalium aliisque rei agrariae argumentis. Leipzig 1678.
- Jakob Otto: Siebenfache Stück Absonderlichkeiten zu beobachten in Vorstellung der Leibeigenschaft. Frankfurt am Main 1681.
- Johannes Nicolaus Hertius: Dissertatio inauguralis de hominibus propriis. Giessen 1682.
- Christoph Besold: Thesaurus practicus iuridicus, Band 1 und 2. 1679, editio nova, Nürnberg 1697
- Gottfried Christian Leyser (1647–1700, Sohn von Wilhelm Leyser I.): Jus georgicum, sive tractatus de praediis. Leipzig/Frankfurt am Main 1698.
- Joachim Potgieser: De conditione et statu servorum apud Germanos. Köln 1707.
- Christoph Lorenz Bilderbeck: Neu vermehrtes Dorff= und Land= Recht: Daß ist: Vollkommener Unterricht von denen Dörfern, derer Land= Leute Stande, Unterscheid, Ländereyen, Dorff-Fluhren, Unpflichten, insonderheit denen Herendiensten, deren Erwerbung und Verlust, der Dienst- Freyheit, von dem Weyde- Recht, und der Koppel- Weyde etc.. Leipzig/Celle 1708.
- Johann Philipp Streit: Dissertatio inauguralis juridica de operis determinatis et indeterminatis. Erfurt 1709.
- Johann Paul Kress: Dissertatio juridica de privilegiis agriculturae apud germanos. Von Freyheiten und anderen Gerechtigkeiten des Ackerbaues in Teutschland. zuerst Helmstedt 1712, ed. tertia Jena 1731.
- Anton Wilhelm Ertl: Praxis aurea de jurisdictione inferiori civili et bassa: vulgo von der Nieder- Gerichtsbarkeit, Erb- Gericht, vogtheylichen Obrigkeit und Hofmarck- Gericht. Nürnberg 1713.
- Johannes Melchior Franck: De saevitia, Von Grausamkeit. Jena 1719.
- Johann Friedrich Hoeckner: De operarum indeterminatarum determinatione, sive von ungemäßener Dienste Ermäßigung. Univ.-Diss. Leipzig 1720.
- David Georg Strube: Commentatio de jure villicorum, vulgo von Meyer=Recht. 2. Auflage, Hildesheim 1735, zuerst 1720.
- Johann Wilhelm von Goebel: Tractatio iuris georgici de singularibus quibusdam praediis rusticorum, quae sunt in terris brunsvico-luneburgicis et vicinia, vulgo von Sattelfreyen- Meyerdings-, Propstings- und Laet- Gütern. Helmstedt Univ.- Diss. 1728.
- Georg Melchior von Ludolff: Variarum observationum forensium, Tomus I. Wetzlar 1732.
- Johann Heinrich Zedler: Grosses vollständiges Universal- Lexikon Band 3, B – Bi. Halle/Leipzig 1733.
- Justus Henning Böhmer: De libertate imperfacta rusticorum in Germania. Halle Univ. Diss. 1733.
- Melchior Dethmar Grolmann: Dissertatio juridica deoperarum debitarum mutatione. Gießen 1734.
- David Georg Strube: Gründlicher Bericht von dem Abmeyerungsrecht, worinn erwiesen wird, daß kein Guths- Herr befugt, seine Meyer und deren Erben nach Willkühr und Gefallen, ohne erhebliche Ursachen, der Meyerstatt zu entsetzen. Hildesheim 1738.
- Johannes Leonhard Hauschild: Opusculum historico- juridicum praesumptionem pro libertate naturali in causis rusticorum. Dresden 1738.
- Johann Anton Denecke: Neu- vermehrtes Dorff- und Landrecht. 5. vielvermehrte Auflage. Frankfurt/Leipzig 1739.
- Johann Georg Estor: Bürgerliche Rechtsgelehrsamkeit der Teutschen nach Maasgebung der Reichsabschiede und bewährter Nachrichten, 3 Bände. Marburg/Frankfurt am Main 1742.
- Joachim Jakob Reineccius: Commentatio de rustico quondam servo. Jena 1747.
- Johann Gottlob Klingner: Sammlungen zum Dorf- und Bauernrechte, 4 Bände. Leipzig 1749–1755.
- August Rudolph Jesaias Bünemann: B.S. Icti Hanoverani Assertio de rusticorum libertate et operis contra Reineccium. Hannover/Leipzig 1750.
- Anton Hockauf: Tractatus juridicus de servitute praecipuarum regionum Germaniae, Von der Leibeigenschaft in Deutschland. Leipzig 1757.
- Johann Georg Estor: Commentatio de praesumtione contra rusticos in causis operarum harumque redemtione licita. Marburg 1765.
- Christian Heinrich Breuning: Dissertatio de falsa praesumptione libertatis rusticorum a censu et operis. Leipzig 1767.
- Johann Gottfried Schaumburg: Einleitung zum sächsischen Rechte, neue Auflage, 4 Bände. Dresden/Leipzig 1768.
- Friedrich Carl von Buri: Ausführliche Abhandlung von Bauern-Gütern in Teutschland. 2. Auflage. Gießen 1769.
- Christoph Heinrich Schweser: Theatrum Servitutum oder Schauplatz der Dienstbarkeiten, worauf alle Arten von servituten wie auch die alten und neuen Knecht- und Dienerschaften vorgestellt, erörtert und durch viele Quaestiones und Casus erläutert sind. 2. Auflage, Nürnberg 1769.
- Johannes Leonhard Hauschild: Juristische Abhandlung von Bauern und deren Frohndiensten auch der in Rechten gegründeten Vermutung ihrer natürlichen Freyheit. Dresden und Leipzig 1771.
- Johann Heinrich Christian von Selchow: Elementa juris germanici privati hodierni ex ipsius fontis deducta. 6. Auflage. Göttingen 1779.
- Ludewig Friederich Gabcke: Vom Nutzen des Dorf- und Bauernrechts und der Art es vorzutragen. Halle 1780.
- Ludewig Friederich Gabcke: Grundsätze des Dorf- und Bauernrechts. 1780.
- Justus Friedrich Runde: Vergleichung des ehemaligen und heutigen Zustandes der deutschen Bauern und Untersuchung der Mittel, wodurch die erfolgten Veränderungen in dem deutschen Bauernstande bewirkt sind, in: Memoires de la Societe des Antiquites de Cassel I. Kassel 1780, S. 252–272.
- Johann Melchior Hoscher: Beyträge zur neuesten Geschichte der Empörung teutscher Untertanen wider ihre Landesherrschaft. Aus gerichtlichen Akten. Gießen 1790.
- Justus Friedrich Runde: Grundsätze des gemeinen deutschen Privatrechts. 4. Auflage. Göttingen 1806, zuerst 1791.
- Ludwig Julius Friedrich Höpfner: Theoretisch – practischer Commentar über die Heineccischen Institutionen nach deren neuesten Ausgabe. 8. Auflage. von A.D. Weber, Frankfurt am Main 1818.
- Ferdinand Friedrich Weichsel: Rechtshistorische Untersuchungen das gutsherrlich-bäuerliche Verhältniß in Deutschland betreffend. Bremen 1822.
- Carl Friedrich Eichhorn: Einleitung in das deutsche Privatrecht mit Einschluß des Lehenrechts. 5. Auflage. Göttingen 1845, zuerst 1825.
- Johann Christian Fleischhauer: Das gutsherrlich-bäuerliche Verhältnis in Deutschland: wodurch es entstanden, verbreitet und erschwert...; nebst den Einwirkungen und Folgen.... Neustadt an der Orla 1837.
- Mittermaier: Grundsätze des gemeinen deutschen Privatrechts mit Einschluß des Handels- Wechsel- und Seerechts 1. 7. Auflage. Regensburg 1847.
- Daniel Gaede: Die gutsherrlich-bäuerlichen Besitzverhältnisse in Vorpommern und Rügen. Berlin 1853.